# DTX-Format

Vergleich von ATX, µATX, DTX, mini-ITX und mini-DTX

Das DTX-Format ist ein Formfaktor für Hauptplatinen (Mainboards) von Microcomputern, der Anfang 2007 von AMD vorgestellt wurde. DTX-Mainboards sind mit 244 mm × 203 mm deutlich kleiner als die Mainboards des ATX-Format, sie sind jedoch zu diesem abwärtskompatibel. Das Mini-DTX-Format ist mit 170 mm × 203 mm eine noch kleinere Variante (geringere Tiefe). DTX ist sowohl für den Einsatz im normalen PC als auch für den Einsatz im Wohnzimmercomputer gedacht.
Im Unterschied zum Mini-ITX-Format bietet DTX zwei Erweiterungsslots, voraussichtlich je einen PCI und PCI-Express-Anschluss. Zusätzlich ist im Standard der Einbau eines ExpressCard-Slots vorgesehen. Dieser wird wohl (wie bei einigen Mini-ITX-Boards) an der Unterseite platziert.
Als Vorteil gegenüber den üblichen ATX-Formaten mit 6 bzw. 4 Slots werden deutlich geringere Kosten für die Herstellung von Platinen genannt, da ein Hersteller aus einer Standard-AT-Platine statt 2 ATX-Mainboards 4 DTX oder gar 6 Mini-DTX-Mainboards schneiden kann. Man folgt hier dem Trend zu immer weniger Erweiterungskarten in PCs, da einerseits Komponenten wie Festplatten-Controller und Netzwerkinterfaces zu Standardkomponenten wurden und durchgängig auf dem Mainboard installiert werden, andererseits Erweiterungskomponenten zunehmend an USB-Schnittstellen extern betrieben werden und vielfach gar nicht mehr als Steckkarte erhältlich sind. Bisher hat diese Entwicklung kaum zu kleineren PC-Gehäusen geführt, da die Einsparungen durch das µATX-Format diesbezüglich kaum lohnend sind (6 cm in der Höhe bei Tower-Gehäusen).